# قابل آل بوسعيد (المضيبي)
قابل ال بوسعيد منطقة سكنية تقع في ولاية المضيبي، التابعة لمحافظة شمال الشرقية في سلطنة عمان. يقدر عدد سكانها بـ 192 نسمة حسب إحصاء عام 2010 التابع للمركز الوطني للإحصاء والمعلومات الحكومي.

## الوصلات الخارجية
- المركز الوطني للإحصاء والمعلومات، سلطنة عمان